# 老章 (镇南王)
老章（?—?），元朝宗室，元世祖忽必烈的孙子，脫歡的长子。
大德五年（1301年），老章袭封镇南王，镇守扬州。至大元年（1308年），元武宗赐镇南王老章黄金五百两、银五千两、钞二千锭、币帛八百匹。至大二年（1309年）三月己丑，老章代替梁王松山镇云南。至大三年（1310年）十二月己未，镇南王老章出入导从僭拟皇帝乘舆，被尚书省上奏弹劾，元武宗遣使诘问，召赴京师。老章死后，其弟脱不花袭封镇南王。

## 延伸阅读
[在维基数据编辑]
 《新元史/卷114》，出自柯劭忞《新元史》